# Сорока-злодійка (фільм, 1958)
Про однойменну оперу див. Сорока-злодійка (опера)
«Сорока-злодійка» (рос. «Сорока-воровка») — радянський художній фільм Наума Трахтенберга 1958 року за мотивами однойменної повісті Олександра Герцена.

## Сюжет
Актори занепалого театру Щепін і Угрюмов вирушають шукати кращої долі в кріпацький театр багатого князя Скалінського. Князь тепло зустрічає відомого своїм талантом Щепіна і його товариша коміка Угрюмова. Князь відразу пропонує Щепіна роль судді в п'єсі «Сорока-злодійка». Щепін вражений великим талантом Анети — виконавиці головної ролі. Щепін намагається зустрітися з акторкою, і хоча слуги князя спочатку не пускають його до Анети, йому вдається домогтися дозволу князя на зустріч. Вона розповіла Щепіну свою історію. Раніше вона належала іншому поміщику, який цінував її як акторку. Уже тоді Скалінський намагався викупити акторку, але поміщик рішуче відмовив. Незабаром він помер, попередньо написавши вільні акторам свого театру, але його спадкоємець, спокусившись баришем, запропонованим князем за акторів трупи, підкупивши повірених, знищив вільні. Анета дісталася князю. Князь не дотримав обіцянки представити акторку кращим театрам Москви і Петербурга. Він відкинув пропозицію дирекції імператорських театрів, які бажали викупити акторку, і замість цього запропонував Анеті стати його коханкою. Зустрівши рішучу відсіч, князь вирішує зробити життя Анети нестерпним. У помсту вреа приймає залицяння її давнього і таємного залицяльника Степана. Монолог акторки перериває Степан. Його відвезли в рекрути, і він бажає попрощатися з коханою. Але, попри втручання Щепіна, Степану не дають востаннє побачитися з Анетою. Щепін, попри щедрі обіцянки князя, вирішує повернутися у свій старий театр. Йому повідомляють, що Анета намагалася накласти на себе руки. При смерті вона пояснила Щепіну причину свого вчинку — вона не бажає своїй майбутній дитині холопської долі. Щепін в театрі при великому скупченні народу повідомляє, що вистави не буде, головна акторка померла, не бажаючи жити в неволі. Щепін і Угрюмов їдуть у свій старий театр.

## У ролях
- Зінаїда Кирієнко —  Анета
- Микола Афанасьєв —  Щепін
- Володимир Покровський —  князь
- Віктор Коршунов —  Степан
- Анатолій Кубацький —  Угрюмов
- Сергій Калінін —  керуючий
- Олександр Граве —  спадкоємець
- Микола Шамін —  поміщик
- В. Кольцов — епізод
- Георгій Светлані — епізод
- Іван Лобизовський — епізод
- Л. Гранкіна — епізод

## Знімальна група
- Режисер — Наум Трахтенберг
- Сценарист — Микола Коварський
- Оператор — Марк Дятлов
- Композитор — Василь Дєхтєрєв